# Niet of nooit geweest
Niet of nooit geweest is de eerste en tevens grootste hit van Acda en De Munnik. Het nummer komt van het album Naar huis en haalde in de zomer van 1998 de tweede plaats in zowel de Nederlandse Top 40 als de Nederlandse Single Top 100.
Zoals de meeste nummers van Acda en De Munnik (zeker die uit de beginperiode) gaat het over de liefde, of om preciezer te zijn: over vreemdgaan.

## Hitnoteringen

### Nederlandse Top 40
| Hitnotering: 06-06-1998 t/m 31-10-1998 | Hitnotering: 06-06-1998 t/m 31-10-1998 | Hitnotering: 06-06-1998 t/m 31-10-1998 | Hitnotering: 06-06-1998 t/m 31-10-1998 | Hitnotering: 06-06-1998 t/m 31-10-1998 | Hitnotering: 06-06-1998 t/m 31-10-1998 | Hitnotering: 06-06-1998 t/m 31-10-1998 | Hitnotering: 06-06-1998 t/m 31-10-1998 | Hitnotering: 06-06-1998 t/m 31-10-1998 | Hitnotering: 06-06-1998 t/m 31-10-1998 | Hitnotering: 06-06-1998 t/m 31-10-1998 | Hitnotering: 06-06-1998 t/m 31-10-1998 | Hitnotering: 06-06-1998 t/m 31-10-1998 |
| Week:                                  | 1                                      | 2                                      | 3                                      | 4                                      | 5                                      | 6                                      | 7                                      | 8                                      | 9                                      | 10                                     | 11                                     | 12                                     |
| -------------------------------------- | -------------------------------------- | -------------------------------------- | -------------------------------------- | -------------------------------------- | -------------------------------------- | -------------------------------------- | -------------------------------------- | -------------------------------------- | -------------------------------------- | -------------------------------------- | -------------------------------------- | -------------------------------------- |
| Positie:                               | 22                                     | 17                                     | 10                                     | 6                                      | 5                                      | 2                                      | 2                                      | 2                                      | 3                                      | 2                                      | 3                                      | 3                                      |
| Week:                                  | 13                                     | 14                                     | 15                                     | 16                                     | 17                                     | 18                                     | 19                                     | 20                                     | 21                                     | 22                                     |                                        |                                        |
| Positie:                               | 4                                      | 5                                      | 7                                      | 9                                      | 14                                     | 18                                     | 28                                     | 28                                     | 28                                     | 39                                     | uit                                    |                                        |

### NederlandseSingle Top 100
| Hitnotering: 16-05-1998 t/m 19-12-1998 | Hitnotering: 16-05-1998 t/m 19-12-1998 | Hitnotering: 16-05-1998 t/m 19-12-1998 | Hitnotering: 16-05-1998 t/m 19-12-1998 | Hitnotering: 16-05-1998 t/m 19-12-1998 | Hitnotering: 16-05-1998 t/m 19-12-1998 | Hitnotering: 16-05-1998 t/m 19-12-1998 | Hitnotering: 16-05-1998 t/m 19-12-1998 | Hitnotering: 16-05-1998 t/m 19-12-1998 | Hitnotering: 16-05-1998 t/m 19-12-1998 | Hitnotering: 16-05-1998 t/m 19-12-1998 | Hitnotering: 16-05-1998 t/m 19-12-1998 | Hitnotering: 16-05-1998 t/m 19-12-1998 | Hitnotering: 16-05-1998 t/m 19-12-1998 | Hitnotering: 16-05-1998 t/m 19-12-1998 | Hitnotering: 16-05-1998 t/m 19-12-1998 | Hitnotering: 16-05-1998 t/m 19-12-1998 | Hitnotering: 16-05-1998 t/m 19-12-1998 |
| Week:                                  | 1                                      | 2                                      | 3                                      | 4                                      | 5                                      | 6                                      | 7                                      | 8                                      | 9                                      | 10                                     | 11                                     | 12                                     | 13                                     | 14                                     | 15                                     | 16                                     | 17                                     |
| -------------------------------------- | -------------------------------------- | -------------------------------------- | -------------------------------------- | -------------------------------------- | -------------------------------------- | -------------------------------------- | -------------------------------------- | -------------------------------------- | -------------------------------------- | -------------------------------------- | -------------------------------------- | -------------------------------------- | -------------------------------------- | -------------------------------------- | -------------------------------------- | -------------------------------------- | -------------------------------------- |
| Positie:                               | 72                                     | 42                                     | 25                                     | 20                                     | 15                                     | 7                                      | 5                                      | 4                                      | 2                                      | 2                                      | 3                                      | 2                                      | 2                                      | 2                                      | 3                                      | 4                                      | 4                                      |
| Week:                                  | 18                                     | 19                                     | 20                                     | 21                                     | 22                                     | 23                                     | 24                                     | 25                                     | 26                                     | 27                                     | 28                                     | 29                                     | 30                                     | 31                                     | 32                                     |                                        |                                        |
| Positie:                               | 4                                      | 8                                      | 11                                     | 20                                     | 22                                     | 25                                     | 29                                     | 37                                     | 43                                     | 52                                     | 58                                     | 67                                     | 70                                     | 74                                     | 84                                     | uit                                    |                                        |

### NPO Radio 2 Top 2000
| Nummer met noteringen in de NPO Radio 2 Top 2000 | '99 | '00 | '01 | '02 | '03 | '04 | '05 | '06 | '07 | '08 | '09 | '10 | '11 | '12 | '13 | '14 | '15 | '16 | '17 | '18 | '19 | '20 | '21 | '22 | '23 | '24 |
| ------------------------------------------------ | --- | --- | --- | --- | --- | --- | --- | --- | --- | --- | --- | --- | --- | --- | --- | --- | --- | --- | --- | --- | --- | --- | --- | --- | --- | --- |
| Niet of nooit geweest                            | 44  | 40  | 48  | 36  | 74  | 87  | 94  | 150 | 108 | 93  | 272 | 243 | 254 | 447 | 542 | 479 | 435 | 486 | 550 | 667 | 684 | 669 | 745 | 880 | 512 | 695 |

1. ↑  Een vetgedrukt getal geeft de hoogste notering aan.

- MusicBrainz release group: 3c78cee0-3d8d-3523-9270-ffd94f66ae36